# IC Graz

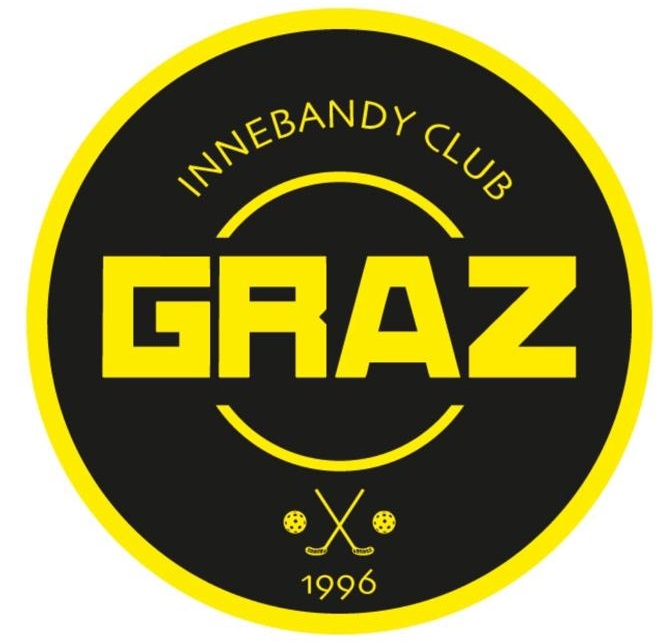
Das aktuelle Logo des IC Graz.

Der Innebandy Club Graz, kurz IC Graz, ist ein österreichischer Unihockey-Verein. Er wurde am 22. September 1996 als „IC Krokodile Graz“ gegründet. Er zählt zu den größten steirischen Vereinen im Unihockey. Seine Heimspielstätte ist der Ende 2018 eröffnete Raiffeisen-Sportpark im 6. Grazer Bezirk, Jakomini. Seine traditionellen Vereinsfarben sind Schwarz-Gelb.
In seiner Geschichte errang der Verein unter anderem dreimal den österreichischen Meistertitel und darf sich zudem fünffacher steirischer Meister nennen. Nach diesen zahlreichen Erfolgen wurde es ruhiger um den IC Graz. Zur Saison 2020/21 wurde ein kompletter Neustart forciert, zahlreiche neue Spieler konnten verpflichtet werden; die Kampfmannschaft des IC Graz nahm den Sprung in die International Floorball League (IFL). Da die IFL bereits nach dem ersten Spiel COVID-19-bedingt abgesagt werden musste, spielt der IC Graz neben den anderen eigentlich vorgesehenen IFL-Teams (Wiener FV und VSV Unihockey) in dieser Saison in der Österreichischen Floorball-Bundesliga, an der insgesamt zehn Teams aus Österreich teilnehmen.

## Vorstand
Der Vorstand des Vereins wurde 2020 neu gewählt: Julian Wenninger als Obmann, Thomas Führer als stellvertretender Obmann, Patrick Hackinger als Kassier sowie Markus Magnet als Schriftführer.

## Kader des IC Graz in der Saison 2020
| #  | SPIELER             | JAHRGANG | NATIONALITÄT |
| -- | ------------------- | -------- | ------------ |
| 22 | Elia Osti           | 2000     |              |
| 55 | Maximilian Obereder | 1997     |              |
| 99 | Thomas Führer       | 2001     |              |

| #  | SPIELER          | JAHRGANG | NATIONALITÄT |
| -- | ---------------- | -------- | ------------ |
| 4  | Florian Maczek   | 1996     |              |
| 5  | Florian Hreniuk  | 1997     |              |
| 8  | Alexander Kalles | 1996     |              |
| 15 | Fabian Altorff   | 1996     |              |
| 20 | Daniel Ulbing    | 1998     |              |
| 27 | Leo Hamminger    | 2000     |              |
| 35 | Alexander Taupe  | 1989     |              |
| 44 | Martin Lippitz   | 1985     |              |
| 85 | David Drescher   | 1998     |              |
| 91 | Patrick Pichler  | 1997     |              |

| #  | SPIELER             | JAHRGANG | NATIONALITÄT |
| -- | ------------------- | -------- | ------------ |
| 2  | Nikolas Kordasch    | 1988     |              |
| 7  | Joseph Holl         | 1998     |              |
| 11 | Franz Niederleitner | 1995     |              |
| 13 | Max Olsacher        | 1994     |              |
| 18 | Leon Leitgeb        | 1998     |              |
| 16 | Fabian Staber       | 2000     |              |
| 19 | Stefan Wolf         | 1998     |              |
| 21 | Lukas Kroath        | 2003     |              |
| 24 | Marco Comploj       | 2003     |              |
| 34 | Philipp Werhounig   | 1999     |              |
| 69 | Thomas Krenn        | 1995     |              |
| 79 | Aaron Münch         | 2001     |              |
| 87 | Jakob Magnet        | 2006     |              |
| 93 | Benjamin Himsl      | 1998     |              |
| 94 | Chris Leitner       | 1994     |              |

## Erfolge

### Österreichische Meisterschaften
- 1996: Österreichischer Meister
- 1998: Österreichischer Meister
- 1999: Österreichischer Meister
- 2008: Österreichischer Vizemeister (Kleinfeld)
- 2014: Vizemeister Regionalliga Süd[2]

### Österreichische Turniere
- 2008: Meister Akademische Meisterschaft
- 2009: Vizemeister Akademische Meisterschaft
- 2013: Steirischer Cupsieger (Kleinfeld)
- 2020: 3. Platz Supercup Villach[2]

### Steirische Landesliga
- 2005: Steirischer Meister (Kleinfeld)
- 2006: Steirischer Meister (Kleinfeld)
- 2010: Steirischer Meister
- 2011: Steirischer Meister
- 2012: Steirischer Vizemeister
- 2013: Steirischer Meister (Kleinfeld)
- 2014: Steirischer Vizemeister[2]

### Nachwuchs
- 2013: Meister SM U13
- 2014: 3. Platz ÖM U13
- 2015: 3. Platz ÖM U15[2]